# Japan Soccer League 1974
Die Japan Soccer League 1974 war die zehnte Spielzeit der japanischen Japan Soccer League. An ihr nahmen 20 Vereine teil. Meister wurden die Yanmar Diesel.

## Ergebnisse

### Division 1
| Pl. | Verein                      | Sp. | S  | U | N  | Tore    | Diff. | Punkte |
| --- | --------------------------- | --- | -- | - | -- | ------- | ----- | ------ |
| 1.  | Yanmar Diesel               | 18  | 10 | 5 | 3  | 047:240 | +23   | 25     |
| 2.  | Mitsubishi Heavy Industries | 18  | 11 | 3 | 4  | 037:180 | +19   | 25     |
| 3.  | Hitachi                     | 18  | 7  | 5 | 6  | 033:220 | +11   | 19     |
| 4.  | Furukawa Electric           | 18  | 7  | 5 | 6  | 025:240 | +1    | 19     |
| 5.  | Nippon Steel                | 18  | 8  | 3 | 7  | 024:250 | −1    | 19     |
| 6.  | Toyo Industries             | 18  | 6  | 6 | 6  | 020:250 | −5    | 18     |
| 7.  | Nippon Kokan                | 18  | 6  | 5 | 7  | 024:280 | −4    | 17     |
| 8.  | Towa Real Estate            | 18  | 5  | 6 | 7  | 025:300 | −5    | 16     |
| 9.  | Eidai Industries            | 18  | 4  | 6 | 8  | 019:300 | −11   | 14     |
| 10. | Toyota Motors               | 18  | 3  | 2 | 13 | 008:360 | −28   | 08     |

### Division 2
| Pl. | Verein                | Sp. | S  | U | N  | Tore    | Diff. | Punkte |
| --- | --------------------- | --- | -- | - | -- | ------- | ----- | ------ |
| 1.  | Yomiuri               | 18  | 11 | 4 | 3  | 046:200 | +26   | 26     |
| 2.  | Fujitsu               | 18  | 9  | 4 | 5  | 032:190 | +13   | 22     |
| 3.  | Kyoto Shiko Club      | 18  | 9  | 4 | 5  | 027:200 | +7    | 22     |
| 4.  | NTT Kinki             | 18  | 8  | 4 | 6  | 029:240 | +5    | 20     |
| 5.  | Kofu SC               | 18  | 8  | 4 | 6  | 030:260 | +4    | 20     |
| 6.  | Teijin Matsuyama      | 18  | 7  | 5 | 6  | 029:330 | −4    | 19     |
| 7.  | Dainichi Nippon Cable | 18  | 7  | 3 | 8  | 032:270 | +5    | 17     |
| 8.  | Tanabe Pharmaceutical | 18  | 7  | 2 | 9  | 033:310 | +2    | 16     |
| 9.  | Sumitomo Metals       | 18  | 4  | 4 | 10 | 023:480 | −25   | 12     |
| 10. | Hitachi Ibaraki       | 18  | 1  | 4 | 13 | 010:430 | −33   | 06     |

## Preise

### Torschützenkönige
- Kunishige Kamamoto (21 Tore) (Yanmar Diesel)

### Rookie des Jahres
- Mitsunori Fujiguchi (Mitsubishi Heavy Industries)

### Best XI
- Kenzō Yokoyama (Mitsubishi Heavy Industries)
- Kōzō Arai (Furukawa Electric)
- Eijun Kiyokumo (Furukawa Electric)
- Yoshitada Yamaguchi (Hitachi)
- Hiroshi Ochiai (Mitsubishi Heavy Industries)
- Sérgio Echigo (Towa Real Estate)
- Takaji Mori (Mitsubishi Heavy Industries)
- George Kobayashi (Yanmar Diesel)
- Akira Matsunaga (Hitachi)
- Kunishige Kamamoto (Yanmar Diesel)
- Mitsunori Fujiguchi (Mitsubishi Heavy Industries)